# Arc volcanique campanien

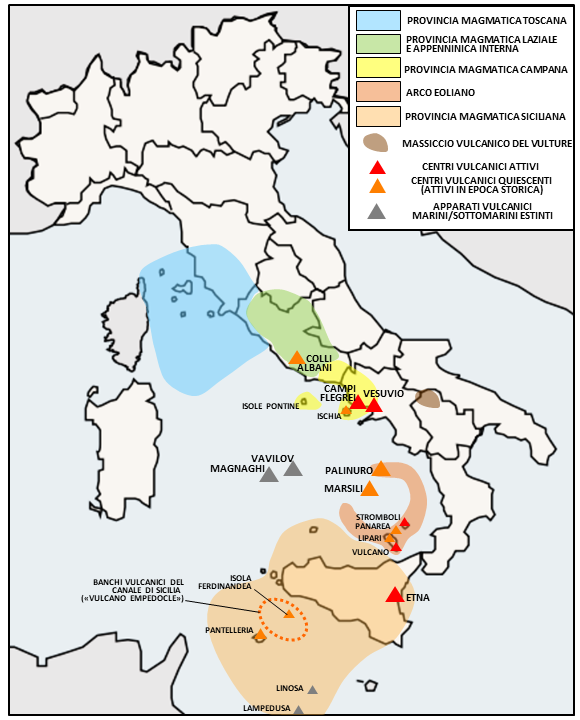
Cet arc volcanique est situé dans la province magmatique campanienne.

L'arc volcanique campanien est un arc insulaire constitué de volcans actifs, endormis ou éteints dans la région de Campanie en Italie. Ils sont centrés sur la baie de Naples et comprennent :
- le Vésuve, volcan actif dont la dernière éruption date de 1944
- les champs Phlégréens, une vaste et ancienne caldeira contenant la partie occidentale de Naples. La zone comprend un grand nombre de cratères éteints qui sont les vestiges d'anciennes éruptions. Cependant, on trouve encore des fumerolles ainsi qu'un cratère volcanique superficiel - la Solfatare - émettant toujours des jets de fumées sulfurées, et donc encore actif.
- le mont Époméo, à 20 km à l'ouest de Naples, sur l'île d'Ischia, dont la dernière éruption remonte à 1302
- Palinuro, Vavilev, Marsili et Magnaghi, des volcans sous-marins endormis ou éteints, au sud du Vésuve. Les trois derniers ont été découverts dans les années 1950 et portent le nom des géologues qui les ont révélés. Le Palinuro était connu antérieurement. Actuellement, il existe des débats concernant l'état d'activité du Marsili, qui atteint 3 000 mètres de haut et dont le sommet se trouve 500 mètres sous la surface. Des cônes satellites d'origine récente ont été détectés.

L'appellation « arc volcanique campanien » est une facilité de langage étant admis que la zone n'est qu'une partie d'une région de volcanisme et de sismologie intenses plus large, en direction du sud, incluant les îles volcaniques d'Ustica, Stromboli, Vulcano jusqu'à l'Etna au nord-est de la Sicile.

## Sources
- A. Milia, Volcanism in the Campania Plain, Vesuvius, Campi Flegrei and Ignimbrites, De Vivo : Napoli, 2006